# Codex Vercellensis

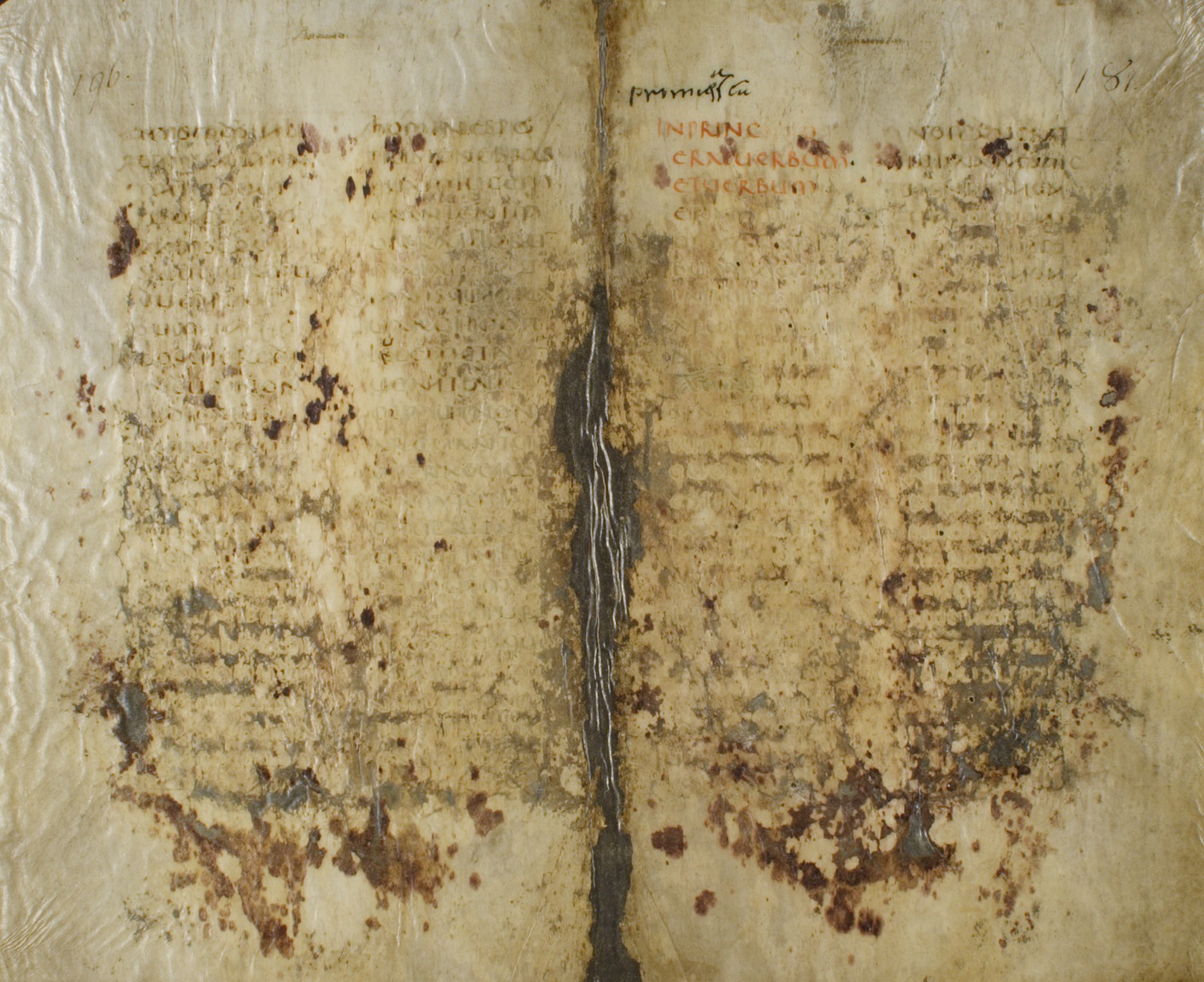
Codex Vercellensis Evangeliorum - fogli 196v-181r

Il Codex Vercellensis Evangeliorum ("Codice dei Vangeli di Vercelli") è conservato nella Biblioteca capitolare di Vercelli.

## Storia
L'antico Codex Vercellensis Evangeliorum, conservato nella Biblioteca Capitolare di Vercelli, è realizzato su pergamena datata intorno al IV secolo e si crede possa essere il primo manoscritto dell'Antico Vangelo Latino. Viene indicato come "Codex A" (o "3" nel sistema di numerazione Beuron). L'ordine dei Vangeli nel codice inizia da Matteo, e prosegue con Giovanni, Luca e Marco, sequenza riscontrata in altri antichi manoscritti "Occidentali", come il Codex Bezae.
Nel suo testo di Mt 3, prima del V. 16, include una indicazione sul fatto che "una luce improvvisamente brillò quando Gesù fu battezzato" (Et cum baptizaretur, lume ingens circumfulsit de aqua, ita ut timerent omnes qui advenerant). Contiene gli ultimi dodici versetti del Vangelo di Marco, ma su una pagina non originale. Le pagine finali originali dopo Mc 15:15 sono andate perdute e la pagina sostituita riprende a metà frase in 16:07 e comprende il testo fino alla fine del versetto 20, ma nella versione della Vulgata. Considerazioni di spazio suggeriscono che è improbabile che le pagine originali non più esistenti potessero contenere i versetti 9-20, ma questo calcolo (fatto da CH Turner nel 1928), è basato su ipotesi non verificabili: che solo quattro pagine siano andate perdute, che lo scriba non abbia accidentalmente saltato qualche testo, e che la persona che ha effettuato la sostituzione della pagina abbia avuto accesso alla pagina mancante da lui sostituita. Tuttavia Turner non ha spiegato perché uno scriba avrebbe sostituito solo una delle quattro pagine. È più probabile che la pagina sostituita sia stata rimossa da un altro manoscritto piuttosto che essere stata creata apposta per sostituire quella mancante nel Codex Vercellensis. Il testo del Codex Vercellensis è legato al testo del Codex Corbeiensis (FF2), un'altra vecchia copia latina (in cui Mc 16:9-20 è incluso).
Secondo la tradizione, questo codice sarebbe stato redatto sotto la direzione del vescovo Eusebio di Vercelli.
Esso contiene l'apparato eutaliano.
Venne restaurato e stabilizzato agli inizi del XX secolo; separato dalla legatura in lamina d'argento datata alla seconda metà del X secolo e fascicolato. Si conserva oggi all'interno di quattro cassette di ciliegio.
Dopo essere stato utilizzato per i giuramenti nel Medioevo, oltre che per la preghiera e la venerazione, gran parte di esso è di difficile lettura o assente e si è spesso dipendenti da edizioni precedenti per la conoscenza del suo testo.

## Difformità testuali
In Matt 27:9 nella frase adempiuto ciò che era stato detto dal profeta Geremia, il Codex omette la parola Jeremiah (Ieremiam), così come nei manoscritti: Codex Beratinus, Minuscolo 33, Old-Latin Codex Veronensis (b), syrs, syrp, e copbo.
In Luca 23:34 omette: "E Gesù disse: Padre, perdona loro, perché non sanno quello che fanno." Questa omissione è supportata dai manoscritti Papiro 75, Sinaiticusa, B, D*, W, Θ, 0124, 1241, Codex Bezaelat, syrs, copsa, copbo.
Presenta diverse omissioni chiamate Non-interpolazioni occidentali.

## Edizioni
- (LT) Giovanni Andrea Irico (a cura di), Sacrosanctus Evangeliorum Codex, vol. 1, Milano, 1748.
- (LT) Giovanni Andrea Irico (a cura di), Sacrosanctus Evangeliorum Codex, vol. 2, Milano, 1748.
- (LT) Giuseppe Bianchini (a cura di), Sacrosanctus Evangeliorum Codex, Roma, 1749.
  - (LT) Jacques Paul Migne (a cura di), Patrologia Latina, XII,  cols. 141-338.
- (LT) Johannes Belsheim (a cura di), Codex Vercellensis, Christiania, 1897.
- (LT) A. Gasquet (a cura di), Codex Vercellensis, III, Roma, Collectanea Biblica Latina, 1914.